# Manambato
Manambato is een plaats in Madagaskar gelegen in het district Ambilobe van de regio Diana. In 2001 telde de plaats bij de volkstelling ongeveer 7000 inwoners. Het ligt aan de Mahavavy River.
In de plaats is basisonderwijs. De meerderheid (99% van de bevolking) is werkzaam als landbouwer. Het belangrijkste gewas is rijst, maar er wordt ook mais, catechu en vanille verbouwd. 1% van de bevolking is werkzaam in de dienstensector.